# Jim Breuer
James "Jim" Breuer, född 21 juni 1967 i Valley Stream, Long Island, New York, är en amerikansk komiker, skådespelare och radioman. Han har bland annat medverkat i  TV-programmet Saturday Night Live och i filmen Half Baked från 1998.